# Orthonevra geniculata
Orthonevra geniculata là một loài ruồi trong họ Ruồi giả ong (Syrphidae). Loài này được Meigen mô tả khoa học đầu tiên năm 1830. Orthonevra geniculata phân bố ở vùng Cổ Bắc giới